# Chopeš
| x · p · S | T16 |

| x · p · S | T16 |

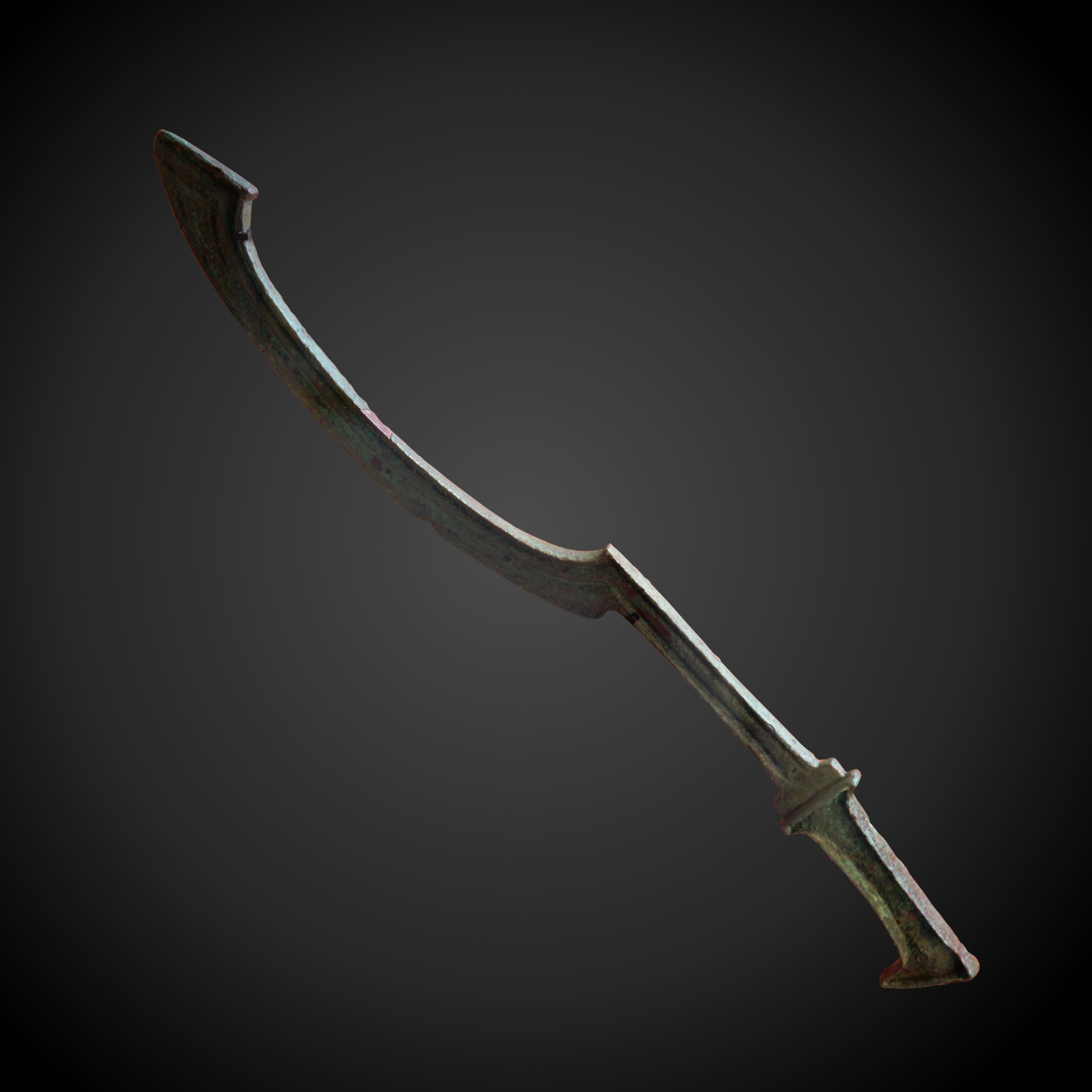
Chopeš

Chopeš (též Chrobi, Kopesh nebo Knopesh) ḫpš je staroegyptský meč s dvoubřitou srpovitou čepelí, díky tomuto tvaru sloužil téměř výhradně k sekání. Navzdory své podobnosti se srpem se však ostří nenacházelo na vnitřní straně oblouku čepele, nýbrž na vnější.
Tuto zbraň používali hlavně ochránci Faraona nebo bojovníci uctívající Hora. Chopeš se používal také na ochranu jiných veledůležitě postavených lidí.
Podle ikonografických nálezů se zdá pravděpodobné, že se tento meč začal používat někdy kolem roku 2500 př. n. l. a velmi brzy se stal velmi populární mezi egyptskými důstojníky. Tato popularita pravděpodobně vedla k tomu, že se stal symbolem moci faraona, vlivem komplikovanosti nálezů se však stále nepodařilo datovat, kdy tuto symboliku získal.